# Planetario Max Schreier
El Planetario Max Schreier es una institución de la Universidad Mayor de San Andrés que difunde conocimiento de astronomía y astrofísica en la ciudad de La Paz, Bolivia.

## Historia
Fue fundado el 28 de agosto de 1976 y es el primer planetario de Bolivia. En sus inicios, fue nombrado como Planetario Nova III, haciendo alusión a su proyector de estrellas y planetas del mismo nombre (de la firma norteamericana Spitz). Posteriormente, el 29 de septiembre de 1978, su denominación cambió a Planetario Max Schreier, en honor a su fundador y primer director, quien tuvo una prolongada labor en beneficio de la astronomía y la ciencia en Bolivia. Bajo ese nuevo nombre, el planetario se re inauguró el 5 de octubre de ese mismo año.
El planetario depende de la Carrera de Física de la Universidad Mayor de San Andrés.

## Equipamiento
El planetario cuenta con una sala con capacidad para 32 asistentes y un domo de seis metros. En ella, los visitantes pueden disfrutar de proyecciones digitales y también analógicas del cielo, las cuales se presentan en forma de sesiones, donde se difunden y explican hechos y descubrimientos del universo.
Además, posee una colección de meteoritos, la cual cuenta con alrededor de cincuenta muestras de todo el mundo.
Está ubicado en la calle Federico Zuazo.